# Roue codeuse
Une roue codeuse, ou roue optique codée est une roue équipée d'un dispositif électronique permettant de mesurer sa rotation. Le degré de rotation de la roue est en général encodé en code de Gray.
Le matériel roulant MP 89 du métro de Paris utilise des roues codeuses pour déterminer précisément sa position lorsqu'il est utilisé en mode automatique.